# Mazoo and the zoo
„Mazoo and the zoo“ е гръцка детска група изпълняваща песни за деца в Гърция.

## История
Солиска е Магда Гианику и членове са Тереза Саси, и брата и сестра Ефтимис и Артемида Кокинарас. Били са водещи в гръцкия ТВ канал „Алтер“. После образуват музикална група под ръководството на композитора Манос Вафиадис. Песните и клиповете им са кратки забавни истории за животни.

## Дискография
- 2007 – Mazoo and the Zoo (Platinum)
- 2009 – Mazoo and the Zoo 2 (Platinum)
- 2009 – Mazoo and the Zoo 3 (Platinum)